# Ouseley Baronets

Wappen der Ouseley Baronets, of Claremont

Ouseley Baronet, of Claremont in the County of Hertford, war ein erblicher britischer Adelstitel in der Baronetage of the United Kingdom.
Der Titel wurde am 3. Oktober 1808 für den Diplomaten Gore Ouseley geschaffen. Der Titel erlosch, als dessen Sohn, der 2. Baronet, am 6. April 1889 ohne männliche Nachkommen starb.

## Liste der Ouseley Baronets, of Claremont (1808)
- Sir Gore Ouseley, 1. Baronet (1770–1844)
- Sir Frederick Ouseley, 2. Baronet (1825–1889)